# Kinianen
Kinianen är en sjö i Arvika kommun och Torsby kommun i Värmland och ingår i Göta älvs huvudavrinningsområde. Sjön har en area på 0,0307 kvadratkilometer och ligger 296,3 meter över havet.

## Delavrinningsområde
Kinianen ingår i det delavrinningsområde (667228-131524) som SMHI kallar för Utloppet av Varaldsjön. Medelhöjden är 291 meter över havet och ytan är 50,78 kvadratkilometer. Räknas de 8 avrinningsområdena uppströms in blir den ackumulerade arean 214,08 kvadratkilometer. Vaggeälven (Kivilampälven) som avvattnar avrinningsområdet har biflödesordning 3, vilket innebär att vattnet flödar genom totalt 3 vattendrag innan det når havet efter 347 kilometer. Avrinningsområdet består mestadels av skog (80 procent). Avrinningsområdet har 5,49 kvadratkilometer vattenytor vilket ger det en sjöprocent på 10,8 procent.